# Saison 1 de Da Vinci's Demons
Chronologie
Saison 2
Cet article présente les épisodes de la première saison de la série télévisée américaine Da Vinci's Demons.

## Distribution

### Acteurs principaux
- Tom Riley (VF : Axel Kiener) : Léonard de Vinci
- Laura Haddock (VF : Hélène Bizot) : Lucrezia Donati
- Blake Ritson (VF : Jean-Marco Montalto) : Comte Girolamo Riario
- Elliot Cowan (VF : Bruno Magne) : Laurent de Médicis
- Lara Pulver (VF : Laurence Crouzet) : Clarisse Orsini
- James Faulkner (VF : Georges Claisse) : Sixte IV

### Acteurs récurrents
- Gregg Chillin (VF : Mathieu Buscatto) : Zoroastre
- Eros Vlahos (en) (VF : Gabriel Bismuth-Bienaimé) : Niccolo « Nico » Machiavelli
- Hera Hilmar (VF : Ludivine Maffren) : Vanessa Moschel
- David Schofield (VF : François Barbin) : Piero de Vinci
- Tom Bateman (VF : Damien Ferrette) : Julien de Médicis
- Elliot Levey (en) (VF : Vincent de Bouard) : Francesco Pazzi
- Nick Dunning (VF : Jean-Philippe Puymartin) : Lupo Mercuri
- Alexander Siddig (VF : Maurice Decoster) : Aslan Al-Rahim
- Allan Corduner (VF : Michel Dodane) : Andrea Verrocchio
- Nicholas Rowe (VF : Philippe Siboulet) : le cardinal Orsini
- Ian Pirie (es) (VF : David Kruger) : le capitaine Dragonetti
- Michael Elwyn (VF : Achille Orsoni) : Gentile Becchi
- Tim Faraday (VF : Jean-Marc Charrier) : Black Martin
- Jason Langley (VF : Stéphane Marais) : l'officier Bertino
- David Sturzaker (en) (VF : Stéphane Pouplard) : Bernardo Baroncelli
- Vincent Riotta (en) (VF : Pierre Forest) : Federico de Montefeltro
- Estella Daniels (en) (VF : Annie Milon) : Zita
- Paul Westwood : Niccolò Ardinghelli

## Liste des épisodes

### Épisode 1:Le Pendu
- États-Unis : 12 avril 2013
- France : 17 mai 2014
- Québec : 4 novembre 2014

Avant Pâques, le duc de Milan est assassiné et les habitants de Florence sont proches de la révolution.
Pour les calmer, les Médicis demandent à Léonard de Vinci de créer une Colombine (Colombe mécanique) pour un spectacle grandiose.
La fête est une réussite et De Vinci décide de vendre ses talents aux Médicis en tant qu'ingénieur militaire.

### Épisode 2:Le Serpent
- États-Unis : 19 avril 2013
- France : 17 mai 2014

### Épisode 3:Le Prisonnier
- États-Unis : 26 avril 2013
- France : 17 mai 2014

Léonard vient en aide à Vanessa qui soigne les sœurs de son ancien monastère. Car celle-ci tout comme ses sœurs sont prises de possession démoniaque.

### Épisode 4:Le Magicien
- États-Unis : 3 mai 2013

Léonard en apprend plus sur les fils de Mithra en regardant un tableau sur lequel est représenté Côme de Médicis.

### Épisode 5:La Tour
- États-Unis : 10 mai 2013

Léonard découvre que le procès est un complot de Rome pour déstabiliser les Médicis.
Pendant le procès, Lorenzo tente de convaincre le roi et la reine d'Espagne de rejoindre la banque de Florence.

### Épisode 6:Le Démon
- États-Unis : 17 mai 2013

### Épisode 7:Le Pape
- États-Unis : 31 mai 2013

Léonard décide de construire une combinaison sous marine pour prendre la seconde clé que Riario détient.

### Épisode 8:L'Amoureux
- États-Unis : 7 juin 2013

Léonard veut quitter Florence avec ses amis pour continuer la quête du livre des feuilles. Sur conseil du Turc, il doit embarquer sur le "Basilic", qui pourra l'emmener, à l'aide de l'astrolabe de Côme de Médicis, jusqu'au Livre des Feuilles.